# Bouleure
La Bouleure est une rivière française, temporaire de ses sources à Vaux-en-Couhé une grande partie de l'année. Elle coule dans les départements des Deux-Sèvres et de la Vienne, en région Nouvelle-Aquitaine. C'est un affluent de la Dive du Sud en rive droite à Voulon (Vienne), juste avant que celle-ci ne se jette dans le Clain (sur sa rive gauche). Ce dernier est un sous-affluent de la Loire par la Vienne.

## Géographie

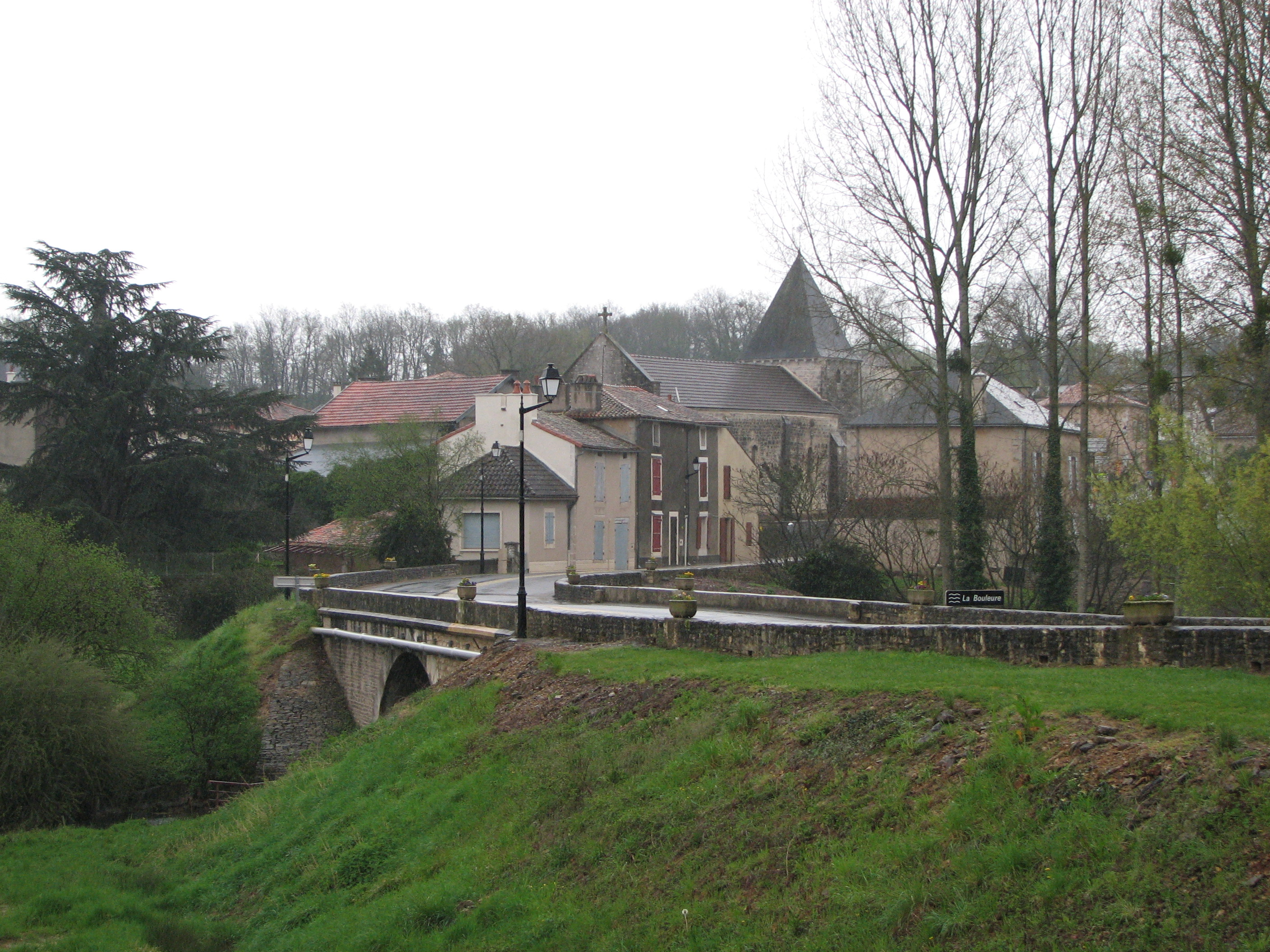
Vue du village de Vaux-en-Couhé sur la Bouleure dans la Vienne.

D'une longueur de 37,8 km, la Bouleure prend naissance à une altitude d'environ 140 mètres sur la commune de Clussais-la-Pommeraie dans le département des Deux-Sèvres, localité située à une quinzaine de kilomètres au sud-est de Melle.
Cette partie la plus amont de son cours est caractérisée par la focalisation des eaux de plusieurs petites sources convergeant par des vallons peu marqués dans la topographie au lieu-dit La patte d'oie, 700 mètres en amont du pont de Moquerat sur la route départementale D15 (communes de Clussais-la-Pommeraie et de Caunay). On note dans cette région plusieurs secteurs où le lit mineur est recalibré pour les besoins de l’agriculture. Ce recalibrage réalisé de façon extrême dans les années 1970-1980 est certainement une des causes de l’assèchement de certains tronçons du cours d’eau.
Son cours est de direction OSO-ENE jusqu'à Chaunay où il s'infléchit vers le SSO-NNE, direction que la Bouleure conservera jusqu'à sa confluence avec la Dive du sud en rive droite à Voulon dans le département de la Vienne.
En amont de Chaunay, le profil de la rivière est très peu penté en liaison avec un substrat de marnes et de calcaires argileux d'âge Oxfordien qui induit une topographie de plaine avec des reliefs très atténués.
À partir des environs de Chaunay, la Bouleure circule sur les calcaires du Jurassique moyen d'abord d'âge Callovien puis Bathonien et Bajocien. Ces calcaires réputés pour leur sensibilité à la karstification sont responsables des pertes totales des eaux de la rivière. Celle-ci disparait totalement une bonne partie de l'année jusqu'à la commune de Vaux, où une source pérenne située quelques centaines de mètres en amont du bourg, assure ensuite un débit permanent à la Bouleure jusqu'à sa confluence avec la Dive du sud.
L'état actuel des connaissances ne permet pas de dire si celles-ci rejoignent la Dive du Sud ou la Bouleure aux environs de Couhé, voire le bassin de la Charente.

### Communes traversées
Dans les deux départements des Deux-Sèvres et de la Vienne, la Bouleure traverse les neuf communes suivantes, de l'amont vers l'aval, de Clussais-la-Pommeraie (source), Caunay (les deux précédentes dans les Deux-Sèvres les sept suivantes dans la Vienne), Chaunay, Brux, Vaux (Vienne), Ceaux-en-Couhé, Payré, Anché, Voulon (confluence).
Soit en termes de cantons, la Bouleure prend source dans le canton de Sauzé-Vaussais, et conflue sur le canton de Couhé, le tout dans les deux arrondissement de Niort et arrondissement de Montmorillon.

### Bassin versant
La Bouleure traverse une seule zone hydrographique '« la Bouleure & ses affluents »' de 188 km2 de superficie. Ce bassin versant est constitué à 83,95 % de « territoires agricoles », à 13,31 % de « forêts et milieux semi-naturels », à 2,41 % de « territoires artificialisés ».

### Organisme gestionnaire
L'organisme gestionnaire est le syndicat mixte des Vallées du Clain Sud. « Créé en 2016 le Syndicat Mixte des Vallées du Clain Sud est un syndicat de rivières qui entretient et restaure près de 1000 km de cours d’eau. Il intervient sur le Clain de Hiesse jusqu’à Iteuil, la Dive du sud, la Bouleure, le Payroux, le Maury et le Préhobe ».

## Affluents
Le bassin de la Bouleure est étroit, enserré entre les vallées de la Dive du sud à l'ouest et celle du Clain à l'est. Il n'a ainsi pas d'affluent significatif. Donc son rang de Strahler est de un.

## Hydrologie
Une crue remarquable a été enregistrée en décembre 1982 et mesurée à la station de Chaunay avec 18,5 m3/s. Elle semble être décennale.

## Écologie et ZNIEFF
Une zone naturelle d'intérêt écologique, faunistique et floristique (ZNIEFF) de type I est référencée la « Vallée de la Bouleure », de 44,7 hectares.